# I'm Your Angel
«I'm Your Angel» —en español: «Soy tu ángel»— es un dueto entre Céline Dion y R. Kelly, incluido en el álbum These Are Special Times de Dion y en el álbum R. de Kelly. Se lanzó el 13 de octubre de 1998. La pieza fue escrita y producida por R. Kelly. El sencillo tuvo un gran éxito, alcanzando el primer puesto en Estados Unidos y obteniendo la certificación de platino por la RIAA. Además, logró ubicarse entre los cinco primeros lugares en el Reino Unido e Irlanda.

## Recepción

### Crítica
Chuck Taylor, de Billboard, elogió «I'm Your Angel», un dueto con R. Kelly. Escribió que «esta balada maravillosamente contenida deleita con las interpretaciones vocales más elegantes que cualquiera de estos artistas haya ofrecido a la radio». Taylor comentó: «lo que eleva la canción es su base instrumental elegante y épica, que incluye cuerdas envolventes, un coro lleno de alma y un impulso percusivo suave pero decidido». Continuó señalando que «I'm Your Angel» «impacta especialmente en el puente, donde la instrumentación se reduce y Kelly y Dion armonizan en una preciosa tonalidad menor, lo que realmente da vida a la canción». LAUNCH Yahoo escribió: «La balada de las baladas es su dueto con Céline Dion, "I'm Your Angel", que, de no haberse lanzado la misma semana, sin duda podría haber liderado las listas». Stephen Thomas Erlewine, de AllMusic, destacó esta canción en el álbum R. y la describió como una «balada sublime».
Una crítica mixta provino de Chris Willman, editor de Entertainment Weekly: «La interpretación seria de Dion de una canción de la era de Vietnam de John Lennon es la primera metida de pata. La segunda es su dueto con R. Kelly, "I'm Your Angel", un fragmento de pseudo góspel sentimental que bien podría llamarse "Inspirado por un vicepresidente de marketing"». David Browne, también de Entertainment Weekly, escribió: «Cuando llega el final de R. —con "I Believe I Can Fly" y "I'm Your Angel", un dueto genérico con Dion— Kelly finalmente ha cumplido su sueño de llegar al público masivo». Rob Sheffield, de Rolling Stone, comentó: «Cada estrella invitada que pasa por el estudio de Kelly sale beneficiada de la experiencia, incluso Céline Dion, esa petición humana contra el TLCAN, cuyo baile en el especial VH1 Divas exigía controles más estrictos sobre los permisos de trabajo».

### Comercial
«I'm Your Angel» tuvo un éxito comercial significativo tanto en Estados Unidos como a nivel mundial. Alcanzó el primer lugar en el Billboard Hot 100 durante seis semanas y fue el primer sencillo en liderar la lista bajo el nuevo método de clasificación de Billboard, que incluía pistas únicamente por su difusión en radio. Hasta 2024, sigue siendo el último sencillo número uno de ambos artistas en Estados Unidos. Además, permaneció doce semanas en el primer puesto de la lista Hot Adult Contemporary Tracks, lideró el Hot 100 Singles Sales durante seis semanas y alcanzó el puesto 22 en el Billboard Hot 100 Airplay. La pieza también se ubicó en el top 10 de varios países europeos, como el Reino Unido, Irlanda, Suiza, Países Bajos y Suecia. El sencillo vendió más de 1 550 000 copias solo en Estados Unidos y recibió la certificación de platino por parte de la RIAA. Asimismo, fue certificado oro en Australia por 35 000 copias distribuidas y plata en el Reino Unido por 200 000 copias enviadas.
En la 41.ª edición de los premios Grammy, «I'm Your Angel» fue nominado en la categoría de «Mejor Colaboración Pop con Voces», aunque perdió frente a «I Still Have That Other Girl» de Elvis Costello y Burt Bacharach. La canción se incluyó posteriormente en los álbumes de grandes éxitos de Dion: All the Way... A Decade of Song y My Love: Essential Collection. También fue interpretada en vivo durante la gira Let's Talk About Love (incluida en el DVD Au cœur du stade) y en Taking Chances World Tour. Por su parte, R. Kelly la incorporó en su álbum recopilatorio The R. in R&B Collection, Vol. 1 en 2003.
El 14 de enero de 2019, tras la decisión de Lady Gaga de retirar «Do What U Want», Dion, a través de su equipo de gestión, eliminó «I'm Your Angel» y su videoclip de sus lanzamientos y de las plataformas de streaming, debido a las renovadas acusaciones de abuso y conducta sexual inapropiada contra R. Kelly.

## Posicionamiento en listas
| Listas (1998–1999)                               | Mejor posición |
| ------------------------------------------------ | -------------- |
| Australia (ARIA)                                 | 31             |
| Austria (Ö3 Austria Top 40)                      | 13             |
| Bélgica (Flandes) (Ultratop 50)                  | 26             |
| Bélgica (Valonia) (Ultratop 50)                  | 33             |
| Canadá (RPM Top Singles)                         | 11             |
| Canadá (RPM Adult Contemporary)                  | 1              |
| Canadá CHR (BDS)                                 | 14             |
| Canadá (Canadian Singles Chart) Solo importación | 37             |
| Europa (European Hot 100 Singles)                | 5              |
| Francia (SNEP)                                   | 97             |
| Finlandia (Suomen virallinen radiosoittolista)   | 9              |
| Alemania (Offizielle Deutsche Charts)            | 14             |
| Grecia (IFPI)                                    | 10             |
| Hungría (Rádiós Top 40)                          | 15             |
| Islandia (Íslenski Listinn Topp 40)              | 7              |
| Irlanda (IRMA)                                   | 8              |
| Países Bajos (Dutch Top 40)                      | 8              |
| Países Bajos (Mega Single Top 100)               | 9              |
| Nueva Zelanda (Recorded Music NZ)                | 5              |
| Noruega (VG-lista)                               | 11             |
| Polonia (Music & Media)                          | 7              |
| Canadá (ADISQ)                                   | 5              |
| Escocia (Scottish Singles Sales Chart)           | 7              |
| Suecia (Sverigetopplistan)                       | 10             |
| Suiza (Schweizer Hitparade)                      | 7              |
| Reino Unido (UK Singles Chart)                   | 3              |
| Estados Unidos (Billboard Hot 100)               | 1              |
| Estados Unidos (Adult Contemporary)              | 1              |
| Estados Unidos (Adult Top 40)                    | 28             |
| Estados Unidos (Hot R&B/Hip-Hop Songs)           | 5              |
| Estados Unidos (Mainstream Top 40)               | 17             |
| Estados Unidos Top 40 Tracks (Billboard)         | 21             |